# Годар, Эжен
Эже́н Года́р (фр. Eugène Godard; 27 августа 1827, Клиши, Франция — 9 ноября 1890, Брюссель) — французский воздухоплаватель.

## Биография
Эжен Годар родился 27 августа 1827 года в Клиши.
Совершил более 2500 подъёмов на воздушных шарах во Франции и за границей. В 1863 году построил самый большой для того времени воздушный шар объёмом 14 тысяч м³. В 1870—1871 гг. во время осады Парижа организовал службу воздушной почты на аэростатах.
У Эжена Годара обучался воздухоплаванию Пётр Петрович Шмидт, ставший впоследствии известный как участник первой русской революции 1905 года лейтенант Шмидт.
Эжен Годар умер 9 ноября 1890 года в городе Брюсселе.